# Olha Zhovnir
Olha Zhovnir (en ukrainien : Ольга Богданівна Жовнір, Olha Bohdanivna Jovnir, née le 8 juin 1989 à Ostroh, dans l'oblast de Rivne) est une escrimeuse ukrainienne pratiquant le sabre. Elle est championne olympique à l’épreuve du sabre par équipe aux Jeux olympiques d'été de 2008 à Pékin.

## Palmarès
- Jeux olympiques
  -  Championne olympique au sabre par équipe aux Jeux olympiques de 2008 à Pékin
- Championnats du monde d'escrime
  -  Médaille d'or par équipes en aux championnats du monde d'escrime 2009 à Antalya
  -  Médaille d'argent par équipes aux championnats du monde d'escrime 2012 à Kiev
  -  Médaille d'argent par équipes aux championnats du monde d'escrime 2011 à Catane